# إستر إلكفيست
روث «إستر» إليزابيت إلكفيست (بالسويدية: Ester Ellqvist)‏ (4 أكتوبر 1880 - 20 نوفمبر 1918) كانت فنانة سويدية، عارضة أزياء وزوجة لجون باور، الذي كان رسامًا ورسامًا. درست في الأكاديمية الملكية السويدية للفنون وأمضت سنة في دراسة الفن في جنوب ألمانيا وإيطاليا مع زوجها. توفيت في عام 1918 مع زوجها وابنها البالغ من العمر ثلاث سنوات عندما غرق القارب الذي أبحروا فيه، مما أسفر عن مقتل جميع الأشخاص الـ 24 الذين كانوا على متنه.

## السيرة الشخصية

### بدايات حياتها
وُلدت إستر إلكفيست في الرابع من أكتوبر 1880 في أوسوس، سكونا، وهي ابنة المعلم كارل كريسترسن إلكفيست،  نشأت في ستوكهولم. كان إلكفيست شخصًا حيويًا استمتعت بالحياة الاجتماعية للمدينة.

### التعليم
درست إيلكفيست في أواخر التسعينيات من القرن التاسع عشر في المدرسة الفنية (المعروفة لاحقًا باسم كونستفاك) في ستوكهولم،  وذلك لاكتساب المهارات التي تحتاجها للحصول على القبول في الأكاديمية الملكية السويدية للفنون. أخوانها أوسكار وإرنست، أصبحا مصورين، أما شقيقتها جيردا فدرست الإبرة، بالمدرسة الفنية.
في عام 1900 بدأت دراساتها في الأكاديمية الملكية السويدية للفنون. بدأت الأكاديمية في قبول الطالبات في عام 1864، حيث كان هناك مسار تعليمي مختلف ولكنه ليس متساويًا بالنسبة للنساء. على سبيل المثال، لم تُستخدم نماذج عارية للطالبات. خلال فترة وجودها في الأكاديمية، حضرت أيضًا فصولًا في مدرسة أي تالبيرغز للآثار.
كانت إيلكفيست طالبة ماهرة وطموحة خلال المراحل المبكرة للحركة الفنية للحداثة،  وفي نهاية فترة الرومانسية الوطنية، والتي كانت مُمثلة في أعمال  الفنانين الأكاديميين كارل لارسون، وأندرس زورن، وبرونو ليليفورس وريتشارد بيرغ. كانت إيلكفيست وصديقاتها من بين طلاب الأكاديمية الذين نظموا احتجاجًا على الآراء المحافظة للمدرسة، مما أدى إلى إنشاء جمعية الفنانين المؤثرة.
تخرجت في عام 1905.

### زواجها
قابلت جون باور في أكاديمية الفنون في عام 1900. كانت لديهم فترات ابتعاد ترسلوا خلالها يتبادلون فيها رغباتهم واهتماماتهم العميقة. تزوجت باور في 18 ديسمبر 1906. في بداية علاقتهم كانوا رقيقين وسعداء مع بعضهم البعض. وكانت هناك أوقات سيئة، جزئيا لأن لديهم تطلعات مختلفة. أرادت إيلكفيست أن تعيش بالقرب من ستوكهولم، بينما كان زوجها يتمتع بقربه من الغابة. وقفت كمانيكان للعديد من أعماله، مثل Fairy Princess والتي تبدو بها كامرأة بريئة ونقية ومن الصعب الوصول لها. في عام 1908، وبتمويل من والد باور، سافروا عبر جنوب ألمانيا وإيطاليا لمدة عام واحد لدراسة الفن.
| \| \| \| \| \| \| \| \| \| \| \| \|                                                                                            |  |  |  |  |
| من اليسار إلى اليمين: - The Fairy Princess ، 1904، خريطة زيتية - فريجا ، 1905، خريطة زيتية - استر في الكوخ ، 1907، ألوان مائية |  |  |  |  |
| |  |  |  |  |
| |  |  |  |  |

كان لإكفيست وباور ابن إسمه بنجت وكان يطلقا عليه اسم الدلع «بوتي». ولد في عام 1915.
|                        |                        |                  |
| إستر إلكفيست وجون باور | إستر إلكفيست وجون باور | إستر وابنها بوتي |

بحلول عام 1917، كان زواجهم في ورطة وخفت حبهم لبعضهم البعض. فلقد تخلت إيلكفيست بشكل أساسي عن تطلعاتها الفنية بسبب دورها كزوجة.

### الوفاة

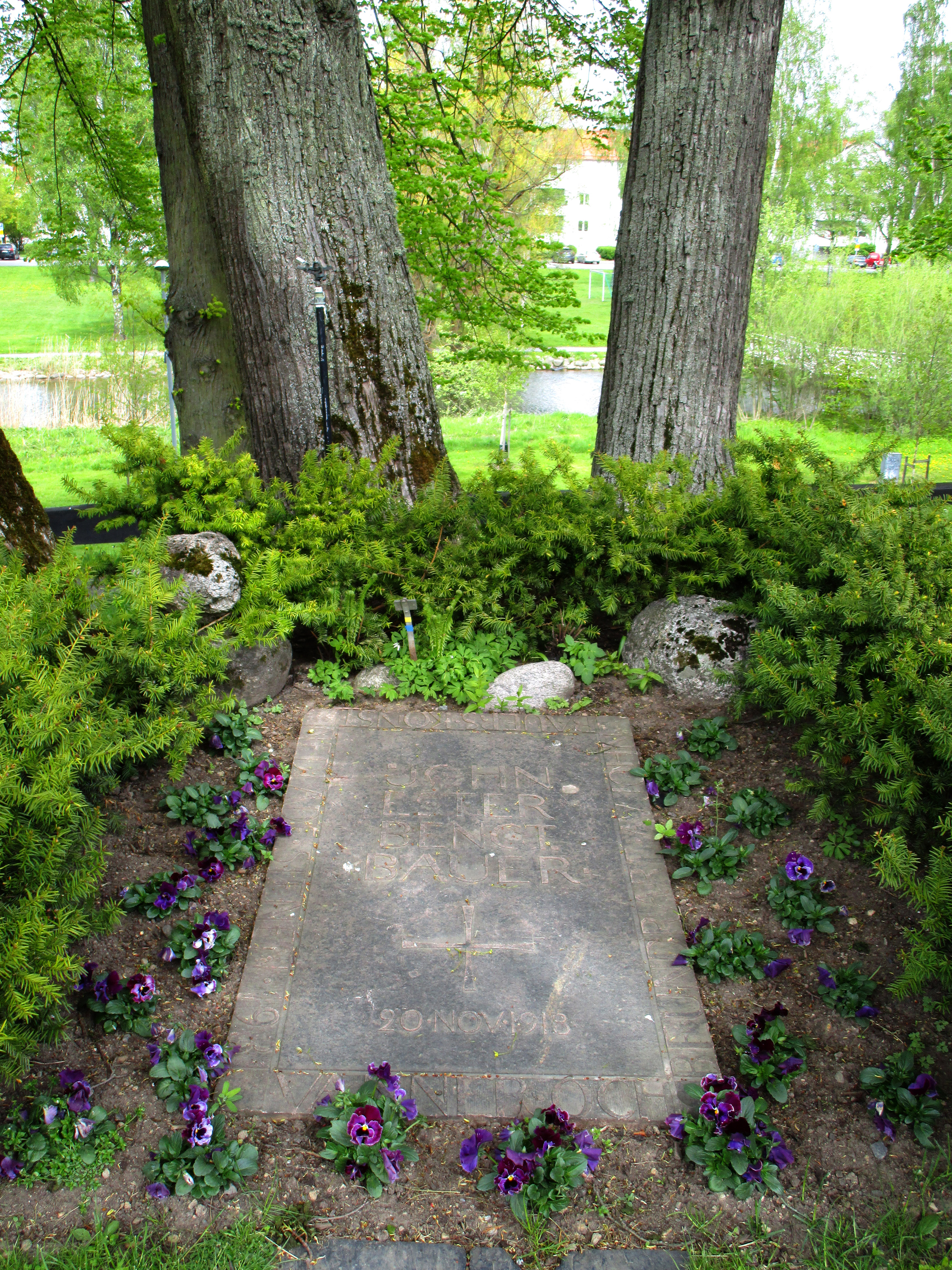
قبر إستير إلكفيست ، جون باور وابنهما بنجت

توفيت إيلكفيست، وزوجها باور وابنها البالغ من العمر ثلاث سنوات في 20 نوفمبر 1918 عندما غرقت السفينة SS Per Brahe والمبحرة إلى ستوكهولم في بحيرة فيترن،  مما أسفر عن مقتل جميع الأشخاص الـ 24 (8 ركاب و 16 من أفراد الطاقم)  على متنها. في 18 أغسطس 1922، تم دفن باورز في مقبرة أوسترا في يونشوبينغ (في الربع رقم 4 مخطط رقم 06).

## المهنة
صورتها الذاتية هي غلاف لكتاب Bakom maskerna: det dolda budskapet hos kvinnliga 1880-talsförfattare (وراء الأقنعة: الرسالة الخفية في كاتبة الإناث في ثمانينيات القرن الماضي).
| \| \| \| \| \| \| \| \| |  |  |
| من اليسار إلى اليمين: - Porträtt av en ung kvinna med rysch (صورة لشابة في الكشكشة) - Dubbelporträtt av barn (صورة مزدوجة للأطفال) |  |  |
| |  |  |
| |  |  |

## الثقافة الشعبية
في عام 1986، أنتج التلفزيون السويدي وبث الفيلم Ester — om John Bauers wife (Ester — About John Bauers Wife) لعبت لينا ت. هانسون دور إستر، قام مات ماتسون بلعب دور جون. تم إخراج الفيلم من قبل أجنيتا يارلمان.

## روابط خارجية
- إستير إلكفيست، امرأة وفنانة حوالي عام 1900 (السويدية)